# Kostamosjärvi
Kostamosjärvi är en sjö i Finland. Den ligger i kommunen Kuhmo i landskapet Kajanaland, i den östra delen av landet, 500 km nordost om huvudstaden Helsingfors. Kostamosjärvi ligger 205,5 meter över havet. I omgivningarna runt Kostamosjärvi växer i huvudsak barrskog. Den är 1,39 meter djup. Arean är 75,5 hektar och strandlinjen är 3,94 kilometer lång. Sjön  ingår i Uleälvens huvudavrinningsområde. 